# Israëlmuseum
Het Israëlmuseum in Jeruzalem werd in 1965 gesticht als Israëls nationale museum. Het ligt op een heuvel in de wijk Givat Ram, vlak bij de Knesset, het Israëlische Hooggerechtshof en de Hebreeuwse Universiteit van Jeruzalem. Teddy Kollek, destijds de burgemeester van Jeruzalem, was de drijvende kracht achter de vestiging van het museum.

## Het complex
Het museumcomplex is eind jaren vijftig ontworpen door Alfred Mansfeld en Dora Gad, de zogenaamde Schrijn van het Boek door Armand Phillip Bartos en Frederick John Kiesler en het beeldenpark Billy Rose Art Garden door Isamu Noguchi. Het totale complex is een voorbeeld van naoorlogse, laatmoderne architectuur, bestaande uit lage, rechthoekige, paviljoens die verspreid liggen over de heuveltop, omgeven door een netwerk van pleinen en binnenplaatsen. Het museum onderging van 2005 tot 2010 een uitgebreide renovatie, waarbij het oppervlak werd verviervoudigd. De nieuwbouw is ontworpen door prof. Zvi Efrat en zijn vrouw Meira Kowalsky, bijgestaan door de Amerikaanse ontwerper James Carpenter.

## De collecties
Het museum huisvest een uitgebreide collectie judaïca, etnografica, beeldende kunst, kunst uit Afrika, Noord- en Zuid-Amerika, Oceanië en het Verre Oosten, archeologie, zeldzame manuscripten, historisch glas en beeldhouwkunst. Het museum heeft tevens een grote collectie schilderijen die een breed scala aan periodes, stijlen, onderwerpen en regio's van herkomst vertegenwoordigen waaronder het interieur van de Tzedek ve-Shalom-synagoge uit Suriname. Schilders in de collectie omvatten internationale figuren als Rembrandt van Rijn en Camille Pissarro, evenals Israëlische en Joodse kunstenaars als Marc Chagall, Abel Pannen en Reuven Rubin. 
Een unieke, speciaal ontworpen vleugel, de Schrijn van het Boek, huisvest de Dode Zeerollen. In 2006 ten slotte verhuisde het Model van Jeruzalem dat op het terrein van het Holyland Hotel stond naar het museum. Dit model, schaal 1:50, toont Jeruzalem in het jaar 66, kort voor de verwoesting in de Joodse oorlog. Het model werd gebouwd tussen 1964 en 1967 onder leiding van professor Avi Yonah van de Hebreeuwse Universiteit en is sindsdien geregeld aangepast aan de nieuwste archeologische inzichten.